# Montán
Montán – gmina w Hiszpanii, w prowincji Castellón, we wspólnocie autonomicznej Walencja, o powierzchni 34,1 km². W 2011 roku liczyła 415 mieszkańców.